# Vanilla sumatrana
Vanilla sumatrana är en orkidéart som beskrevs av Johannes Jacobus Smith. Vanilla sumatrana ingår i släktet Vanilla och familjen orkidéer. Inga underarter finns listade i Catalogue of Life.